# Bob Dechamps
Robert Dechamps (Wangenies, 3 oktober 1914 – Lodelinsart, 2 juli 2002), bekend onder de artiestennaam Bob Dechamps, was een zanger en songwriter in het Waals.

## Biografie
Dechamps nam zijn eerste platen op in de jaren 1930. Een van zijn succesvolle songs was L'acordéoneû. De Franse accordeonisten Aimable en André Verschueren namen dit nummer op in hun repertoire. Dechamps vertolkte lokale (carolo) folkmuziek, eigen composities en liedjes die speciaal voor hem gecomponeerd waren. Daarnaast was hij bekend van zijn komische typetje D'Josef.
Dechamps bleef tot in de jaren 1980 optreden. Daarna verhinderde een ziekte hem om nog langer op te treden. In 1992 werd een compilatie van zijn werk op cd uitgebracht. Het dubbelalbum Le Meilleur Des Sketches Et Des Chansons (2000) was een aantal weken lang een van de best verkochte platen van Wallonië. La Libre noemde Deschamps een van de grote artiesten uit de regio Charleroi.
Dechamps overleed op 87-jarige leeftijd.

## Sommige liedjes
- Les Copins
- Com'çi Com'ça
- A m'mariatche
- L'Assault du tram 7
- Ele mindjeut des buloques
- L'Accordeoneu
- Raculotons-nous
- L'grande Eva
- Si dji sus v'nu
- Les djoueux d'cautes
- Dins les ruweles
- Les Celeris
- La Tchanson des verites
- L'flamin
- Marcinelle
- L'mitan d'in stron pou trwes francs
- El quezenne au mambourg
- Kanifechtone
- Malaujîe tchanson
- In soret
- No pauve gate est creveye
- Dji su sauleye
- El Tchapia Lea
- Châlèrwè, qué sale payis

- Bibliothèque nationale de France: cb138228769 (data)
- MusicBrainz: 4d487c43-12c2-4599-bf75-44df9da3ea5b